# Alexander von Humboldt

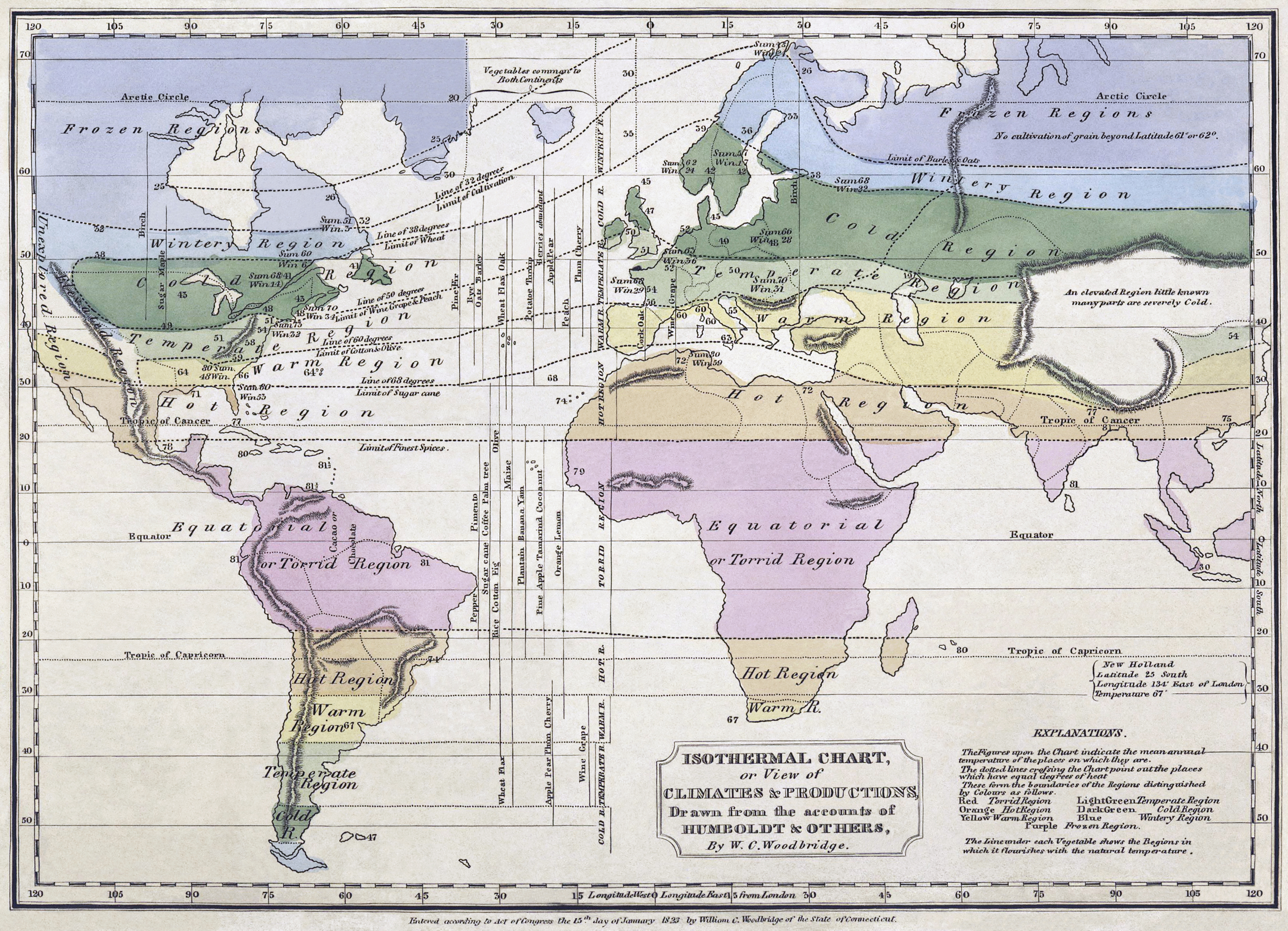
XIX-wieczna mapa izotermiczna, sporządzona na podstawie obliczeń Humboldta

Friedrich Wilhelm Heinrich Alexander von Humboldt (ur. 14 września 1769 w Berlinie, zm. 6 maja 1859 tamże) – niemiecki przyrodnik i podróżnik, jeden z twórców nowoczesnej geografii, młodszy brat Wilhelma von Humboldta. Laureat Medalu Copleya.

## Życiorys

### Młodość i studia
Urodził się w zamożnej pruskiej rodzinie. Jego ojcem był Alexander Georg von Humboldt, oficer, szambelan na pruskim dworze. We wczesnej młodości kształcił się pod opieką prywatnych nauczycieli. Był chorowitym, ale aktywnym dzieckiem, zdarzały mu się napady neurastenii. Pragnieniem matki Humboldta było, aby został w przyszłości urzędnikiem. Młody Humboldt przejawiał duże zainteresowanie otaczającym go światem natury, ponadto zajmowała go literatura podróżnicza: szczególnie twórczość Bougainville'a i Forstera.
W 1787, w wieku 18 lat, Humboldt trafił na pruski uniwersytet we Frankfurcie nad Odrą, gdzie ukończył semestr administracji i ekonomii politycznej. Po kilku miesiącach uznano, że może dołączyć do brata Wilhelma. Przeniósł się do Getyngi, do jednego z najlepszych uniwersytetów w państwach niemieckich, gdzie spędził około dwóch lat skupiając się naukach przyrodnicznych, matematyce i językach. Później ponownie przeniósł się, tym razem na akademię handlową w Hamburgu, następnie wrócił do Getyngi, by ostatecznie trafić na akademię górniczą w saksońskim Fryburgu (1791-1792). Tam zrealizował trzyletni program studiów w 8 miesięcy. W trakcie studiów Humboldt angażował się w pierwsze podróże, m.in. odbył trwającą 10 tygodni wyprawę po Europie, w trakcie której odwiedził Holandię, Belgię, Anglię i Francję.
W wieku 22 lat został inspektorem górniczym na etacie państwa pruskiego. Dał się wówczas poznać jako ambitny, wytrwały urzędnik oraz innowator: opracował i wdrożył własne prototypy maski do oddychania dla górników oraz bezpiecznej lampy górniczej. W owym czasie napisał dwie książki: o podziemnej florze Fryburgu oraz o bazaltach. Zainteresował się także zjawiskiem galwanizmu. Odbywał  wiele podróży inspekcyjnych i regularnych podróży naukowych, m.in. do kopalni w Wieliczce i Bochni. 
W latach młodości nawiązał liczne relacje towarzyskie ze znanymi osobistościami ze świata nauki i kultury. Do grona jego listownych i osobistych znajomych należeli między innymi: Friedrich von Schiller, Johann Wolfgang von Goethe, Georg Forster (uczestnik drugiej podróży J. Cooka dookoła świata), przyrodnik Thomas von Sömmering czy botanik Carl Ludwig Willdenow.
W 1796 umiera matka Humboldta, który niemal natychmiast po jej śmierci rezygnuje z posady inspektora górniczego i skupia się na realizacji marzenia o wielkich podróżach

### Wyprawa do Ameryki

Wyprawa Humboldta i Bonplanda do Ameryki

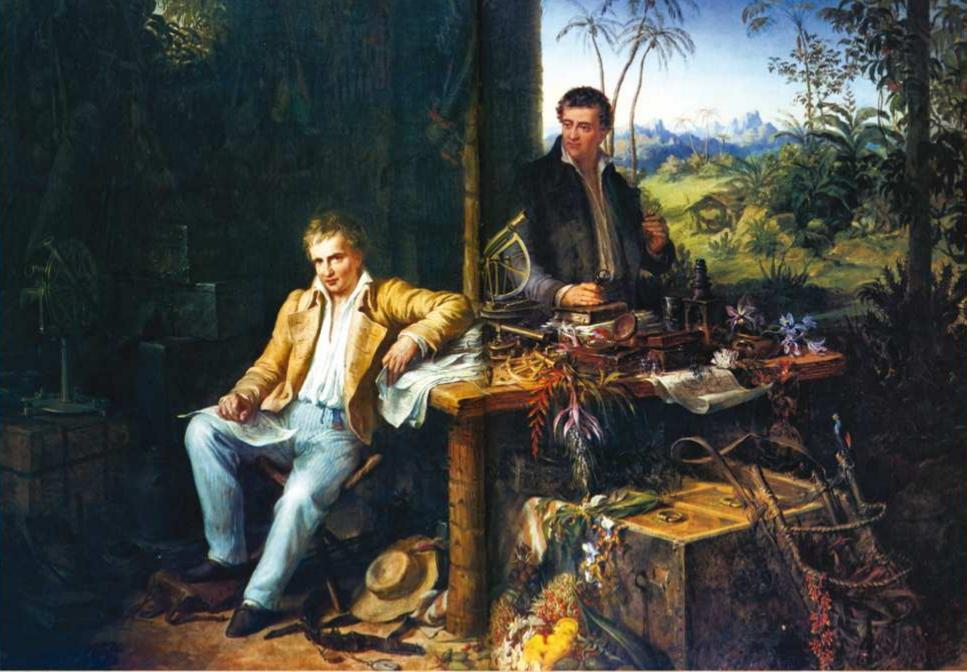
Humboldt i Bonpland w dżungli, obraz pędzla Eduarda Endera (1856)

Podczas przygotowań do wyprawy w Paryżu Humboldt poznał Aimé'go Bonplanda, przyszłego towarzysza podróży. Z uwagi na trudności z zawiązaniem ekspedycji we Francji, Humboldt wyruszył w 1798 roku do Hiszpanii, skąd w 1799 r. wraz z Bonplandem rozpoczął swoją wyprawę do Amazonii. W lipcu 1799 dotarł do Nowej Andaluzji. Po przybyciu do Cumany natychmiast przystąpił do zbierania próbek materiałów potrzebnych do późniejszych badań przyrodniczych. Następnie z Cumany wyruszył do Caracas, skąd w lutym 1800 r. skierował się ku rzece Orinoko. W trakcie tej przeprawy, nad jeziorem Valencia, Humboldt jako jeden z pierwszych naukowców zauważył i opisał wpływ działalności człowieka na stan przyrody.
Następnie, w okolicach miejscowości Calabozo, Humboldt wraz z Bonplandem dokonali serii forsownych doświadczeń z wykorzystaniem żyjących w okolicznych rzekach węgorzy elektrycznych. W marcu 1800 r. ekspedycja dotarła do misji kapucyńskiej w San Fernando de Apure, a następnie ruszyła w górę rzeki Orinoko. Jednym z głównych celów wyprawy było zbadanie możliwości przepływu między Orinoko i Amazonką. Humboldt opracował wówczas dokładną mapę systemu dopływów tych rzek. Po sześciu miesiącach członkowie ekspedycji powrócili do Cumany, skąd wyruszyli na Kubę. Po dotarciu na wyspę Humboldt i Bonpland wysłali drogą morską do Europy część zgromadzonych podczas ekspedycji zbiorów przyrodniczych. 
Z Kuby Humboldt wraz z Bonplandem popłynęli do Bogoty, gdzie spotkali się z hiszpańskim przyrodnikiem José Celestino Mutisem. Kolejnym etapem wyprawy Humboldta była podróż w Andy, gdzie dogłębnie badał właściwości tamtejszych wulkanów. W 1802 roku wspiął się m.in. na Pichincha, próbował również wejść na Cotopaxi (gdzie dotarł na wysokość 4300 metrów n.p.m.) i na Antisanę, gdzie udało się mu osiągnąć 5400 metrów n.p.m. W trakcie badań wulkanu Chimborazo Humboldt osiągnął wysokość 5917 m n.p.m.. Podczas wyprawy w Andy Humboldt ustalił przebieg równika magnetycznego Ziemi.
W październiku 1802 Humboldt dotarł do Limy, skąd odbył podróż morską do Guayaquil, w trakcie której badał charakter zimnego prądu morskiego, nazwanego później jego imieniem. Następnie do 1804 r. przebywał w Meksyku, gdzie prowadził badania w tamtejszych archiwach i bibliotekach. W 1804 r. wyruszył do Stanów Zjednoczonych. Tam wielokrotnie uczestniczył w spotkaniach z prezydentem Thomasem Jeffersonem, któremu składał obszerne relacje nt. geografii i ludności Meksyku. Pod koniec czerwca 1804 opuścił Amerykę na pokładzie statku płynącego do Europy. W sierpniu dotarł do Paryża, wraz z Bonplandem przywożąc z wyprawy 60 000 okazów roślin, należących do 6 tysięcy gatunków, z czego 2 tysiące były do tej pory w Europie nieznane. 

### W Berlinie i Paryżu
W listopadzie 1805 roku przyjechał do Berlina, gdzie Fryderyk Wilhelm III mianował go swoim szambelanem. W owym czasie ukończył pierwszy tom dzieła Voyage aux régions équinoxiales du nouveau continent (pol. Podróż przez regiony podzwrotnikowe Nowego Kontynentu). Tom nosił tytuł Essai sur la géographie des plantes (pol. Esej o geografii roślin); Humboldt zadedykował go swojemu przyjacielowi, Goethemu. Następnie, przebywając wciąż w Prusach, napisał i wydał swoje następne dzieło, Ansichten der Natur (pol. Obraz Natury), cieszące się później wielką popularnością i wydane w jedenastu językach. 
Jesienią 1807 przeniósł się ponownie do Paryża. Kilka następnych lat to okres żmudnych prac nad pisaniem kolejnych dzieł opartych na odkryciach w Ameryce. W 1810 ukazało się Vues des cordillères, et monumens des peuples indigènes de l'Amérique (Widoki Kordylierów i zabytków ludów tubylczych Ameryki). Równocześnie, w latach 1808–1811, ukazał się czterotomowy Essai politique sur le royaume de la Nouvelle-Espagne, stanowiący kompendium wiedzy o koloniach hiszpańskich w Ameryce Południowej i jednocześnie ostrą krytykę hiszpańskiego kolonializmu. Później opracował utrzymane w podobnej konwencji kompendium wiedzy o wyspie Kuba. W Paryżu poznał m.in. Karla Gustava Junga. Zawiązał także przyjaźń z Simonem Bolivarem. Po upadku napoleońskiej Francji i zajęciu Paryża przez wojska koalicji, Humboldt postanowił pozostać w stolicy, co spotkało się z krytyką prasy niemieckiej, podważającej pruski patriotyzm naukowca. 
Jeszcze w 1814 próbował uzyskać zgodę Brytyjskiej Kompanii Wschodnioindyjskiej na odbycie podróży naukowej do Indii oraz w Himalaje. Ponowną próbę uzyskania zgody Brytyjczyków na wyjazd podjął podczas wizyty w Londynie w 1817, znów bez rezultatu. Po raz trzeci podjął próbę w 1818, i wówczas był już bliski sfinalizowania wyprawy. Jednak wobec kolejnej odmowy Kompanii, zniechęcony Humboldt zrezygnował ostatecznie z planów wyjazdu. 
W 1827, wobec postępującego upadku znaczenia Paryża jako ośrodka naukowego, i w obliczu nalegań cesarza Fryderyka Wilhelma, Humboldt powrócił do Berlina. Tam przebywał na jego dworze jako szambelan. Wykładał geografię na uniwersytecie berlińskim. W stolicy Prus posiadał już wówczas status celebryty, a jego otwarte wykłady cieszyły się wielką popularnością. We wrześniu 1828 zorganizował w Berlinie olbrzymią konferencję naukową, w której uczestniczyło około 500 uczonych. W dalszym ciągu jednak starał się odbyć kolejną wielką wyprawę naukową. Jesienią 1827 car Mikołaj I zaprosił Humboldta do Rosji i zgodził się pokryć koszty podróży naukowca po kraju.

### Wyprawa do Rosji
W kwietniu 1829 wyruszył w wyprawę naukową po ziemiach państwa rosyjskiego. W przeciwieństwie do wyprawy do Ameryki, podróżował wraz z dużą grupą uczonych, wśród których byli m.in. Christian Ehrenberg i Gustaw Rose. Wyprawa, sponsorowana przez cara, miała za główny cel badanie złóż złota, srebra i platyny znajdujących się w Rosji. Choć zaplanowana wcześniej trasa wyprawy przewidywała Tobolsk jako jej najodleglejszy cel, Humboldt wbrew wcześniejszym ustaleniom samowolnie poprowadził ekspedycję aż do podnóży Ałtaju. W listopadzie 1829 powrócił do Petersburga, pokonawszy w niecałe pół roku łącznie około 16 tysięcy kilometrów. Humboldt zwiedził między innymi góry Uralu i Ałtaju, dotarł do chińskiej Dżungarii i w rejon Morza Kaspijskiego. Po kilkutygodniowym pobycie w Petersburgu, w grudniu 1829 powrócił do Berlina. Obserwacje i pomiary zebrane podczas wyprawy do Rosji, w korelacji ze wcześniejszymi doświadczeniami Ameryki, stanowiły podstawę podczas pisania najbardziej znanej i wpływowej książki Humboldta: Kosmos. Entwurf einer physichen Weltgeschichte (pol. Kosmos. Rys fizycznego opisu świata). 

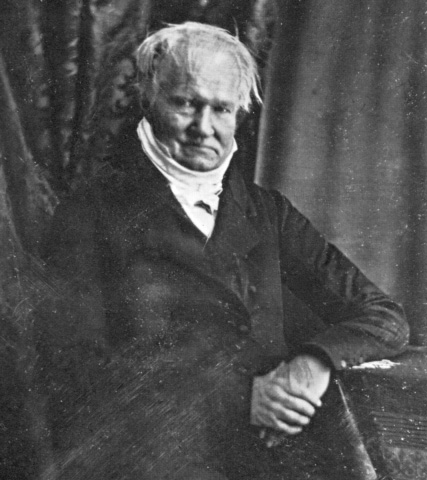
Humboldt w 1847, dagerotyp

Wyprawa do Rosji była ostatnią dużą ekspedycją Humboldta, który następne dekady spędzał w Europie, między innymi pisząc kolejne tomy Kosmosu. Zmarł 6 maja 1859.

## Zainteresowania i rozwój nauki

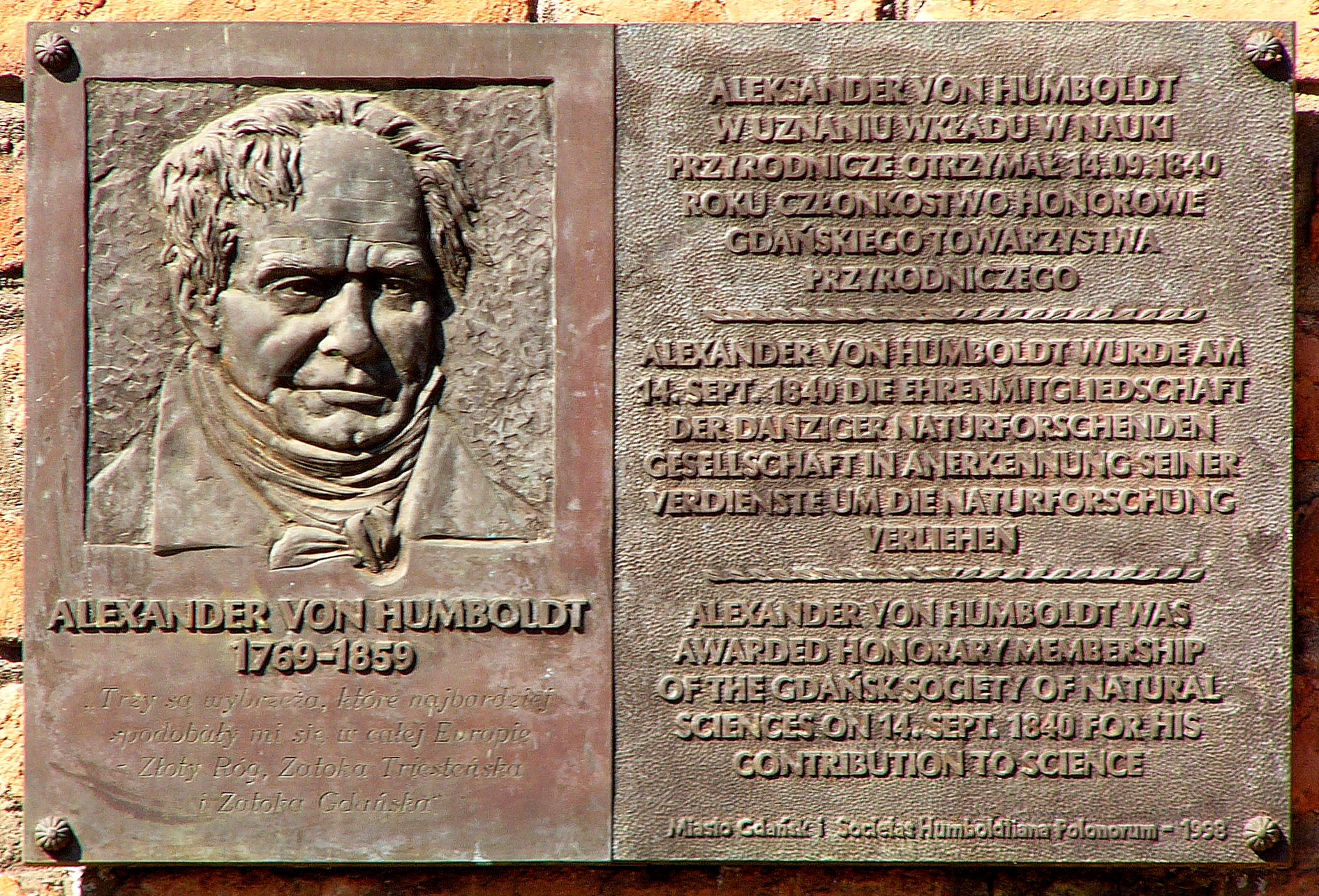
Tablica na ścianie budynku Towarzystwa Przyrodniczego w Gdańsku, upamiętniająca członkostwo honorowe Humboldta

Wielkość Alexandra von Humboldta opiera się na tym, że wbrew duchowi czasu dokonał syntezy wiedzy przyrodniczej z wielu różnych dziedzin i starał się w całym swoim dorobku naukowym kierować holistycznym spojrzeniem na przyrodę, badając związki nimi rządzące. Kładł przy tym silny nacisk na negatywne aspekty działalności człowieka, będąc tym samym prekursorem działań na rzecz ochrony środowiska. Historyk nauki Thomas Kuhn uważał Humboldta za prekursora nowego paradygmatu w naukach przyrodniczych. Z drugiej strony jako badacza cechowało go głębokie filozoficzne zakorzenienie w myśli epoki oświecenia, wyrażające się choćby w nieustannym dążeniu do mierzenia, opisu i klasyfikacji otaczających go elementów świata. W badaniach przyrodniczych w terenie wykorzystywał najnowocześniejszą, kosztowną aparaturę; przykładowo w podróż do Ameryki zabrał ze sobą 42 przyrządy badawcze. Jednocześnie nie wahał się bezpośrednio badać otoczenie przy pomocy własnego ciała, niejednokrotnie w sposób zagrażający zdrowiu: świadczą o tym przypadki badania mocy wyładowań węgorzy elektrycznych na własnym ciele czy zapisy badacza nt. smaku wody poszczególnych dopływów rzeki Orinoko. 
Badacz dokonań Humboldta, Andrzej Bednarczyk, charakteryzuje jego styl badawczy, zwracając uwagę na wyróżniającą go zdolność do przedstawiania wiedzy w sposób oczarowujący odbiorcę:

Przyrodę tę, ową Wielką Całość, Humboldt nie tylko w racjonalistyczny, zdyscyplinowany sposób właściwy ówczesnej nauce badał i w sposób równie ścisły zdawał sprawę ze swoich badań, lecz także usiłował tam, gdzie kreślił obraz przyrody jako całości, zwłaszcza gdy czynił to na użytek ogółu, przydać swemu opisowi pociągającą obrazową formę językową, odwołując się do uczucia, dając, można by sądzić, dowód, iż poddał się również wpływowi romantyzmu...

Humboldt poszedł w swych dociekaniach drogą badań doświadczalnych i wnikliwych wieloletnich obserwacji, dzięki czemu na kilku polach (geologia, astronomia, zoologia, botanika i mineralogia) zdobył znakomite wyniki. Poza tym jest on twórcą nauki o krajobrazie, klimatologii, oceanografii i geografii roślin. Interesował się również i zajmował naukami takimi jak etnografia i językoznawstwo. Jest uznawany za ostatniego człowieka, który ogarniał umysłem cały stan ówczesnej wiedzy przyrodniczej. Wywarł duży wpływ na poglądy Charlesa Darwina, który swoją książkę The Voyage of the Beagle komponował pod względem stylistycznym w wyraźnej inspiracji dziennikami Humboldta. Darwin miał stwierdzić, że nic tak nie rozbudziło jego zainteresowań poznawczych, jak lektura dzieł Humboldta.
Zajmował się mniejszymi jednostkami fizycznogeograficznymi Ziemi. Opisał szczegółowo stepy, pustynie i lasy równikowe. Zdaniem Humboldta celem fizycznogeograficznego opisu Ziemi powinno być poznanie jedności w mnogości, badanie ogólnych praw i wewnętrznego ich związku między zjawiskami tellurystycznymi. Wprowadził pojęcia strefowości i piętrowości klimatycznej. Jako jeden z pierwszych postulował ochronę przyrody, jest twórcą określenia: „pomnik przyrody”. Położył istotne zasługi w rozwoju wiedzy o zjawiskach związanych z ciśnieniem.
Humboldt zaszczepił też naukę wieloma ideami, których realizacja przyczyniła się znacznie do jej rozwoju. Jego autorytet stał się tak wielki, że w pewnych wypadkach (np. geologii) długo przeszkadzał rozwojowi nowoczesnych kierunków.
Wraz z C. Gaussem stworzył międzynarodową organizację do badań nad zjawiskami magnetycznymi, a dzięki jego inicjatywie powstał również Pruski Instytut Meteorologiczny.

## Prace naukowe
W czasie pobytu w Paryżu opracował 34-tomowe dzieło z 2000 tablic o swej amerykańskiej podróży pt. Voyage aux régions équinoxiales du Nouveau Continent (1805–1829). Niektóre publikacje z tego dzieła:

Humboldt/Bonpland: Geografia roślin w krajach tropikalnych; obraz przyrody Andów - rys. poglądowy z piętrami roślinności oraz informacjami o grawitacji, ciśnieniu atmosferycznym, temperaturze, składzie chemicznym itd.

- Essai sur la géographie des plantes (Esej o geografii roślin) (1807)

Ukazała się początkowo po niemiecku jako Ideen zu einer Geographie der Pflanzen. Traktowała głównie o problemach rozmieszczenia geograficznego roślinności; zdobiła ją słynna rycina ilustrująca koncepcje Humboldta, tzw. Naturgemälde. W 1809 została przetłumaczona na język hiszpański.
- Ansichten der Natur (Obrazy natury) (1808, 2 t.)

Była to publikacja łącząca w sobie cechy opisu naukowego i poetyckiego, romantycznego opisu przyrody. Po raz pierwszy ukazała się w języku niemieckim, a w tym samym, 1808 roku, ukazał się jej przekład francuski. W 1849 ukazało się pierwsze angielskie tłumaczenie dzieła.
- Vues des Cordillères et monumens des peuples indigènes de l'Amerique (Widoki Kordylierów i zabytków ludów tubylczych Ameryki) (1810-1813)

Publikacja zawierająca 69 rycin, z czego 23 w kolorze. Oryginalnie ukazała się w Paryżu w latach 1810–1813, wydana w siedmiu częściach. W 1810 ukazał się częściowy przekład niemiecki. W 1814 ukazał się autoryzowany przez Humboldta pełny przekład angielski dokonany przez Helen Mary Williams. W dziele tym znaleźć można między innymi opis góry Chimborazo, ruin inkaskich i innych zabytków kultury materialnej Ameryki prekolumbijskiej.
- Voyage aux régions équinoxiales du Nouveau Continent fit en 1799, 1800, 1801, 1802, 1803 et 1804 (1814-1831)

Praca składała się z siedmiu tomów. Łączyła w sobie cechy literatury naukowej i podróżniczej. Stanowiła przeprowadzony w układzie chronologicznym opis podróży Humboldta i Bonplanda po Ameryce Łacińskiej. Seria pozostała niedokończona; narracja urywa się w okolicach półmetka wyprawy. Równolegle z oryginałem francuskim wydawano ją w Anglii w przekładzie Helen Mary Williams. Za życia Humboldta ukazały się także nieautoryzowane, nielegalne przekłady: niemiecki w latach 1818–1832 i konkurencyjny angielski w 1852. 
- Essai politique sur l'île de Cuba (Esej polityczny o Kubie) (1826, 4 t.)

Pierwsza edycja ukazała się w języku francuskim w 1826. Stanowi zebrane przez Humboldta kompendium informacji natury geograficznej, ekonomicznej i społecznej na temat wyspy Kuba. Humboldt zawarł w tej pracy również mocną krytykę systemu gospodarczego wyspy, opartego na wyzysku niewolników. Rok po oryginale wydano przekład hiszpański, a pierwsze tłumaczenie angielskie pojawiło się w 1852 w Stanach Zjednoczonych.
- Essai politique sur le royaume de la Nouvelle-Espagne (Polityczny esej o Królestwie Nowej Hiszpanii) (1808-1811)

Oparty na własnej obserwacji szczegółowy opis hiszpańskiego władztwa kolonialnego, wraz z kompleksowymi danymi ekonomicznymi, demograficznymi, informacjami o rolnictwie i przemyśle Nowej Hiszpanii. Po raz pierwszy ukazał się po francusku. W 1811 ukończono wydanie angielskiego, w 1814 niemieckiego, a w 1822 hiszpańskiego przekładu dzieła.
Inne publikacje:
- Des lignes isothermes et de la distribution de la chaleur sur le globe (Linie izotermiczne i rozłożenie ciepła na Ziemi (1817)

- Fragments de géologie et de climatologie asiatiques (1832, 2 t.)

Praca napisana przez Humboldta po zakończeniu wyprawy naukowej do Rosji. Zawiera opis geologiczny i klimatyczny Azji; stanowiła swego rodzaju wstęp do obszerniejszego opracowania badań rosyjskich Humboldta, Asie centrale, recherches... wydanego dekadę później.
- Asie centrale, recherches sur les chaînes de montagne et la climatologie comparée (1843, 3 t.)

Trzytomowe dzieło zawierające pełniejszy niż wcześniejsze Fragments de géologie...  opis geograficzny Azji wraz z charakterystyką jej pasm górskich. Wydane po francusku, zostało następnie w 1844 przełożone na język niemiecki. Niemiecka wersja została dodatkowo poprawiona przez Humboldta i poszerzona o dodatkowe informacje.
- Reise nach dem Ural, dem Altai und dem Kaspischen Meer (Wyprawa na Ural, Ałtaj i Morze Kaspijskie) (1837–1842, 2 t.)

- Kosmos. Entwurf einer physischen Weltgeschichte (Kosmos. Rys fizycznego opisu świata) (1845-1862, 5 t.).

Dzieło pierwotnie zaplanowane jako dwutomowe, zostało ostatecznie poszerzone do pięciu tomów.
Humboldt rozpoczął prace nad Kosmosem w październiku 1834. Pierwszy tom dzieła ukazał się w Niemczech pod koniec kwietnia 1845. Dwa lata później ukazał się drugi tom Kosmosu. W latach 1850–1851 ukazał się trzeci tom Kosmosu, wydany w dwóch częściach. W 1857 ukazał się czwarty tom, a w 1862 ostatni, piąty. 
Kosmos był świadectwem wszechstronności Humboldta; zebrana w nim była cała przyrodnicza wiedza owych czasów. Pierwszy tom był podróżą po świecie zewnętrznym, od mgławic i gwiazd do wulkanów, roślin i ludzi. Drugi tom zabierał czytelnika w podróż przez historię ludzkości od starożytnych Greków do czasów najnowszych. Ostatnie trzy tomy zawierały specjalistyczną wiedzę.
Zwłaszcza pierwsze dwa tomy, mniej specjalistyczne, cieszyły się olbrzymią popularnością. Do 1851 przetłumaczono je na dziesięć języków. Do 1849 tylko angielskie tłumaczenie sprzedano w około 40 tysiącach egzemplarzy.
Zbiorowe, dwunastotomowe wydanie dzieł Humboldta, Gesammelte Werke, ukazało się w 1889.

## Nazwy geograficzne
Jego nazwiskiem nazwano rzekę Humboldt, Zatokę Humboldta, hrabstwo Humboldt, jak również zimny Prąd Peruwiański (Prąd Humboldta). Od imienia badacza pochodzi nazwa jednej z planetoid – (54) Alexandra